# James Lovell
Pour les articles homonymes, voir Lovell.
 (7 août 2025).
Le texte peut changer fréquemment, n’est peut-être pas à jour et peut manquer de recul. N’hésitez pas à participer, en veillant à citer vos sources.
James Arthur Lovell Jr. dit Jim Lovell (né le 25 mars 1928 à Cleveland et mort le 7 août 2025 à Lake Forest) est un astronaute, aviateur naval, pilote d'essai et ingénieur américain. Il fait partie du deuxième groupe d'astronautes recruté par la National Aeronautics and Space Administration (NASA) et vole à deux reprises dans le cadre du programme spatial Gemini. En 1968 il devient, avec Frank Borman et William Anders, l'un des trois premiers astronautes à survoler la Lune à bord du vaisseau spatial Apollo 8. En 1970 il est le commandant de Apollo 13 qui doit se poser sur la Lune mais dont le vaisseau, victime d'une défaillance, impose à son équipage de lutter pour sa survie.
Diplômé de l'Académie navale d'Annapolis (promotion 1952), il fait partie des membres sélectionnés pour devenir pilote de l'aéronavale. De 1952 à 1954 il est suit une formation au vol puis est affecté  à une unité opérationnelle basée près de San Francisco où il pilote des chasseurs de nuit McDonnell F2H Banshee de 1954 à 1956. Dans le cadre de ses missions il embarque pour une campagne dans le Pacifique occidental à bord du porte-avions USS Shangri-La. En janvier 1958, il suit une formation  de six mois pour devenir pilote d'essai au Naval Air Test Center de la base aéronavale de Patuxent River. Major de sa promotion, il est affecté aux essais électroniques, travaillant notamment sur la mise au point de radars. En 1960, il devient responsable des tests en vol du McDonnell Douglas F-4 Phantom II. L'année suivante, il devient instructeur de vol et officier d'ingénierie de sécurité à la Naval Air Station Oceana de Virginia Beach tout en suivant des cours à l'école de sécurité aérienne de l'université de Californie du Sud.
Ayant échoué pour des raisons médicales lors de la sélection par la NASA du premier groupe d'astronautes (Mercury Seven), Lovell est sélectionné en septembre 1962 dans le deuxième groupe  qui a été recruté pour former les équipages des missions des programmes Gemini et Apollo. Lovell participe à deux missions Gemini : Gemini 7 (avec Borman) en 1965 et Gemini 12 (avec Aldrin) en 1966. Il est la première personne à voler à quatre reprises dans l'espace. Il est également l'une des 24 personnes à avoir volé vers la Lune et le premier à y voler deux fois. Il est récipiendaire de la Congressional Space Medal of Honor et de la médaille présidentielle de la Liberté. Il a co-écrit un livre, Lost Moon: The Perilous Voyage of Apollo 13 (1994), d'après lequel est basé le film Apollo 13 (1995).

## Biographie

### Jeunesse et études

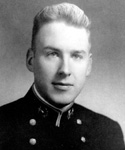
Lovell comme midshipman à l'académie navale d'Annapolis en 1952.

James Arthur Lovell Jr. naît le 25 mars 1928 à Cleveland, dans l'Ohio. Il est le fils unique de James Lovell Sr., un vendeur de fourneaux né à Toronto, dans l'Ontario au Canada et mort dans un accident de voiture en 1933 et de Blanche Lovell (née Masek), d'origine tchèque. Durant les deux premières années qui suivent le décès de son père, Lovell et sa mère vivent chez un parent à Terre Haute en Indiana. Ils déménagent par la suite à Milwaukee au Wisconsin. Pendant son enfance Lovell est membre des Boy Scouts et il atteint le rang d'Eagle Scout, le plus élevé de l'organisation. Durant son adolescence il s'intéresse aux fusées et  construit des maquettes .
Après avoir obtenu son diplôme d'études secondaires, Lovell suit pendant deux ans, de 1946 à 1948, les cours de l'université du Wisconsin à Madison où il étudie l'ingénierie dans le cadre du programme Flying Midshipman de la marine américaine (programme de formation des futurs pilotes de l'aéronavale américaine dont le coût était pris en charge par l'état). Il joue dans l'équipe football américain de l'université et fait partie de la fraternité étudiante Alpha Phi Omega. Alors que Lovell suit sa formation théorique d'aviateur durant l'été 1948, la marine décide de revoir à la baisse son programme de formation Flying Midshipman. Les étudiants dont fait partie Lovell subissent de fortes pressions pour quitter le programme. Les étudiants, une fois diplômés, ne sont pas certains d'être embauchés par l'aéronavale. Pour éviter cette perspective, Lovell postule à l'Académie navale d'Annapolis dans le Maryland qui forme notamment des pilotes de l'aéronavale. Il obtient le soutien du représentant du Wisconsin, John C. Brophy (en) et est admis dans cette école en juillet 1948.
Au cours de sa première année, Lovell écrit un mémoire sur les moteur-fusées à ergols liquides. Il obtient au printemps 1952 un Bachelor of Science et est nommé enseigne dans la marine. Le 6 juin, il épouse Marilyn Lillie Gerlach, qu'il avait commencé à fréquenter au lycée, lors d'une cérémonie à l'église Sainte-Anne d'Annapolis,,. Après avoir été au Wisconsin State Teachers College Gerlach avait poursuivi ses études l'université George-Washington à Washington, afin de se rapprocher de Lovell qui s'était installé à Annapolis. De leur union naîtront quatre enfants : Barbara, James (III), Susan et Jeffrey.

### Carrière dans la marine

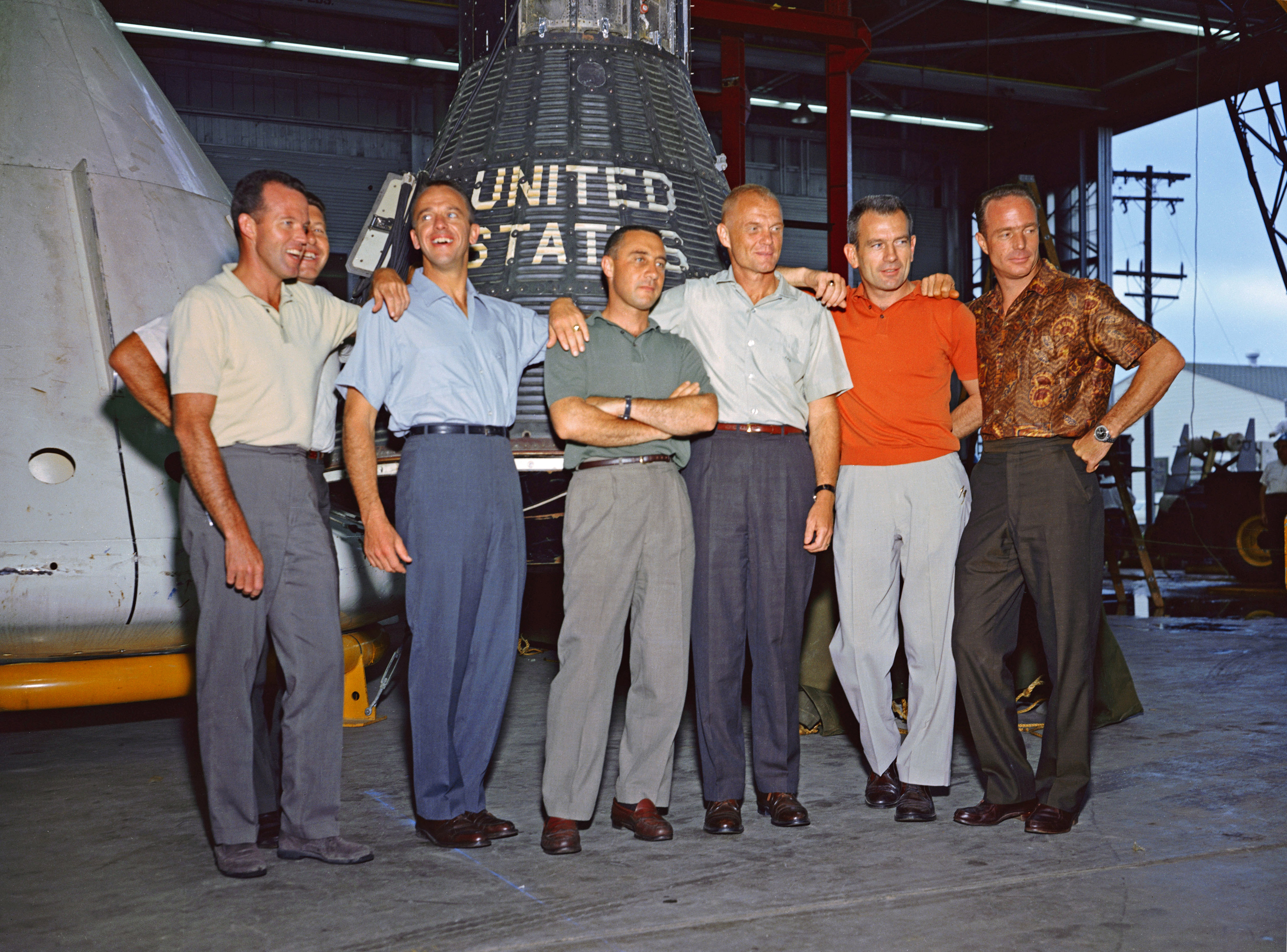
Les Mercury Seven posant devant un vaisseau spatial Mercury le 21 octobre 1963 sur une base militaire de Houston. Si Walter Schirra (dit Wally Schirra) fait partie de la sélection, Lovell n'est pas retenu pour une raison médicale.

Lovell est l'un des cinquante membres de sa promotion de 783 diplômés  sélectionnés pour recevoir une formation dans l'aéronavale. Il suit des cours de pilotage à la base aéronavale de Pensacola d'octobre 1952 à février 1954. Il est promu aviateur aéronaval le 1er février 1954  et est affecté au Composite Squadron 3 (VC-3) basé à Moffett Field près de San Francisco en Californie. De 1954 à 1956, il pilote des chasseurs nocturnes McDonnell F2H Banshee. Dans le cadre de cette affectation il embarque pour une campagne  dans le Pacifique occidental à bord du porte-avions USS Shangri-La. Lovell effectue 107 appontages au cours de cette-ci. A l'issue de cette campagne, il est affecté à la formation de transition des pilotes sur les North American FJ-4 Fury, McDonnell F3H Demon et avec les Vought F8U Crusader.
En janvier 1958, Lovell suit une formation de pilote d'essai de six mois au Naval Air Test Center (actuelle United States Naval Test Pilot School) de la base aéronavale de Patuxent River dans le Maryland.Il fait partie de la 20ème promotion, qui compte également les futurs astronautes Walter Schirra (dit Wally Schirra) et Charles Conrad (dit Pete Conrad). Ceux-ci donnent à Lovell le surnom de « Shaky ». Lovell termine sa formation en étant major de sa promotion. Habituellement, les élèves les plus brillants sont affectés aux essais en vol mais le responsable des essais d'électronique s'étant plaint de ne jamais obtenir les sujets les plus brillants, Lovell est affecté aux essais de l'électronique où il travaille sur la technologie de radar,.
Cette année-là Lovell, tout comme Conrad et Schirra, fait partie des 110 pilotes d'essai  militaires retenus par la NASA pour participer à la sélection des astronautes du premier programme spatial habité, le programme Mercury. Schirra est un des sept pilotes sélectionnés et faisant partie des — les Mercury Seven — mais Lovell n'est pas retenu en raison d'un taux de bilirubine élevé. En 1960, le programme des essais électroniques est fusionné  avec celui des essais d'armement pour devenir le programme des essais d'armes. Lovell devient le responsables des essais d'armement du McDonnell Douglas F-4 Phantom II avec sous ses ordre le futur astronaute John Young. En 1961, Lovell devient instructeur de vol pour le VFA-101 et officier d'ingénierie de sécurité à la Naval Air Station Oceana de Virginia Beach. Il complète ses études à l'école de sécurité aérienne de l'université de Californie du Sud.

### Carrière dans la NASA

#### Sélection comme astronaute

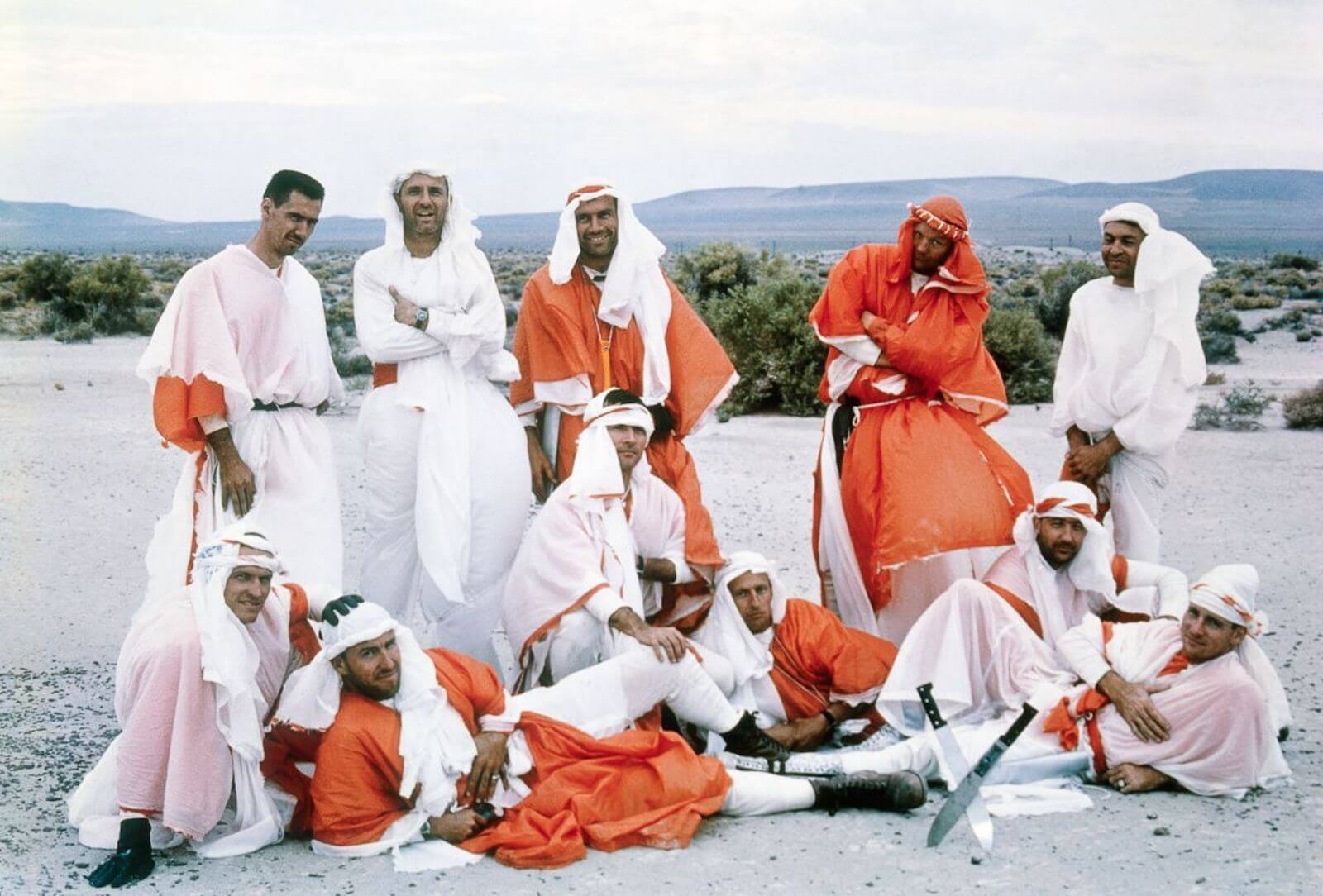
Les Next Nine lors d'un entraînement de survie dans le désert au Nevada en août 1963. Au premier rang, de gauche à droite : Borman, Lovell, Young, Conrad, McDivitt, White. Derrière eux, de gauche à droite : Raymond Zedehar, Stafford, Slayton, Armstrong et See.

En 1962, la National Aeronautics and Space Administration (NASA) recrute son deuxième groupe d'astronautes pour les programmes Gemini et Apollo. Cette fois-ci, le processus de sélection est public. Lovell découvre cette nouvelle sélection grâce à une annonce publiée dans Aviation Week & Space Technology et postule une nouvelle fois. Un jury de sélection de trois personnes composé des astronautes des Mercury Seven Alan Shepard et Donald Slayton (dit Deke Slayton), ainsi que du pilote d'essai de la NASA Warren J. North, retient 32 finalistes dont Lovell,,. Ceux-ci sont envoyés à la base aérienne Brooks à San Antonio pour passer des examens médicaux. Cette fois, Lovell les réussit. Les candidats se rendent ensuite à la base aérienne Ellington près de Houston, pour des entretiens individuels avec le jury de sélection.
Le 14 septembre, Slayton informe Lovell qu'il est accepté. Pour éviter d'alerter les médias, tous les sélectionnés s'enregistrent au Rice Hotel de Houston sous le nom de Max Peck, le directeur général de l'hôtel qui est dans la confidence. Le 17 septembre, les médias se rassemblent dans l'Auditorium Cullen de 1 800 places de l'université de Houston pour l'annonce officielle. L'événement n'a pas autant de retentissement que la sélection du premier groupe d'astronautes. Cette nouvelle promotion est baptisée The Next Nine (« Les Neufs Prochains ») ou de New Nine (« Les Neuf Nouveaux »),,,. Les aspirants astronautes déménagent dans la région de Houston en octobre 1962 pour suivre leur formation. Conrad et Lovell construisent des maisons à Timber Cove, au sud du Manned Spacecraft Center (MSC, futur centre spatial Lyndon B. Johnson). Ils bénéficient d'une offre alléchante des promoteurs immobiliers de ce quartier qui leur proposent des prêts hypothécaires nécessitant qu'un accompte réduit et avec un faible taux d'intérêt. Le complexe du MSC n'étant alors pas encore terminé, la NASA loue temporairement des bureaux à Houston.
L'astronaute Virgil Grissom (dit Gus Grissom) est chargé de superviser l'entraînement des Next Nine. Chacun des astronautes se voit d'abord dispenser durant quatre mois des cours théoriques sur des sujets tels que la propulsion des engins spatiaux, la mécanique orbitale, l'astronomie, l'informatique et la médecine spatiale. Les cours durent six heures par jour à raison de deux jours par semaine et les seize astronautes sont dans l'obligation d'y assister. Les futurs astronautes doivent également se familiariser avec le vaisseau spatial Gemini, avec les lanceurs spatiaux Titan II et Atlas, ainsi qu'avec le véhicule  Agena qui sera utilisé comme cible pour les manoeuvres de rendez-vous orbital. Les astronautes s'entrainent à la survie dans différents environnements au cas où la capsule spatiale ne se poserait pas dans la zone prévue : pour la jungle l'entrainement a lieu à la Tropic Survival School de l'US Air Force (USAF) à la base aérienne Albrook dans la zone du canal de Panama, pour le désert celui-ci s'effectue près de la base aérienne de Stead (futur Aéroport Reno Stead) au Nevada et pour la survie dans l'eau il a lieu au Dilbert Dunker de la base aéronavale de Pensacola et dans la baie de Galveston. Suivant le précédent établi par les Mercury Seven, chacun des Next Nine se voit attribuer un domaine spécial dans lequel il doit développer une expertise qu'il est chargé de partager avec les autres et effectuer des opérations de communications destinées à soutenir le moral des concepteurs et aux ingénieurs. Lovell se spécialise dans les systèmes de récupération de l'équipage à son retour sur Terre.

#### Programme Gemini

##### Gemini 7

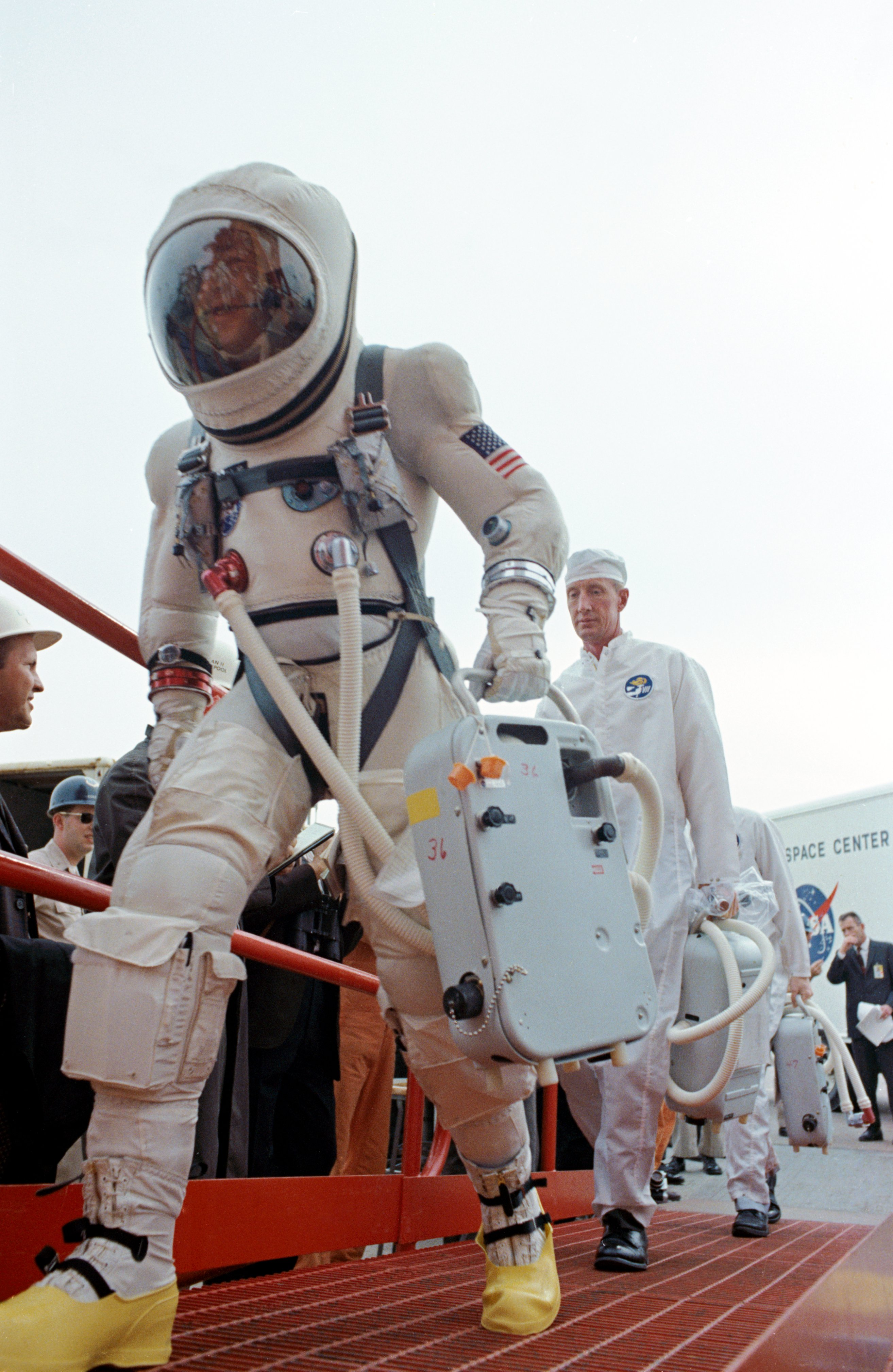
Lovell avant le lancement de Gemini 7 dans une combinaison Gemini G5C, qui a une capuche zippée avec une visière au lieu d'un casque solide.

Lovell est sélectionné comme pilote de réserve pour Gemini 4 qui a été officiellement annoncé le 29 juillet 1964. Avec le système de rotation conçu par Slayton, il est placé en position pour son premier vol spatial trois missions plus tard, en tant que pilote de Gemini 7 avec le pilote commandant de bord Frank Borman. Borman est un officier de l'armée de l'air (USAF) et Lovell l'a rencontré pour la première fois lors du processus d'évaluation pour la sélection des astronautes. Leur sélection pour la mission Gemini 7 est officiellement annoncée le 1er juillet 1965, avec celle d'Edward White et Michael Collins comme équipage de réserve.
Comme toutes les missions du programme Gemini, elle fait partie des préparatifs du programme Apollo. L'objectif du vol est d'évaluer les effets sur l'équipage et sur l'engin spatial Gemini d'une période de quatorze jours en orbite — c'est-à-dire suffisamment longue pour une éventuelle mission sur la Lune — et permet donc aux médecins d'évaluer les aspects médicaux d'un tel vol. La mission Gemini 6 qui la précède doit démontrer des techniques de rendez-vous spatial, également une exigence critique pour Apollo. Ces techniques ont pour base les travaux de Dean F. Grimm et de Buzz Aldrin, ce dernier ayant rédigé sa thèse de doctorat sur le sujet.
La mission Gemini 6, avec comme pilote commandant de bord Walter Schirra (dit Wally Schirra) et comme pilote Thomas Stafford (dit Tom Stafford), connaît un sérieux revers le 15 octobre 1965, lorsque le véhicule cible Agena avec lequel Gemini 6 est censé faire un rendez-vous spatial explose peu après le décollage. Lovell est présent au centre de contrôle de lancement du centre spatial Kennedy lorsque cela se produit. Les responsables de McDonnell Aircraft Corporation, le fabricant du vaisseau spatial Gemini, évoquent alors la possibilité d'un rendez-vous entre Gemini 6 et Gemini 7 pendant les deux semaines pendant lesquelles Gemini 7 est en orbite. Le seul changement nécessaire au plan de vol de cette dernière est de circulariser son orbite pour qu'elle corresponde à celle destinée au véhicule cible Agena. Borman rejette la proposition de Schirra d'échanger les places entre Lovell et Stafford, au motif que cela est dangereux et risque de compromettre l'objectif de la mission de quatorze jours en raison d'une possible perte d'oxygène.
Lors de la planification de la mission, il est décidé que les deux astronautes dormiront à la même heure et observeront les mêmes périodes de travail, l'une le matin et l'autre l'après-midi. Les expériences ne sont pas programmées, elles sont intégrées lorsque le temps le permet. Parmi les vingt expériences, huit sont médicales et visent à recueillir des données sur les effets des vols spatiaux de longue durée. Parmi les autres, quatre sont des essais de systèmes d'engins spatiaux, cinq impliquent la radiométrie ou la navigation et trois concernent la photographie et l'observation. Afin d'économiser de l'espace, la combinaison Gemini G5C est conçue avec une capuche souple au lieu d'un casque et des fermetures éclair au lieu d'un anneau de cou. Elle pèse donc un tiers de moins que la combinaison Gemini standard et peut être rangée plus facilement.
Gemini 7 décolle le 4 décembre 1965 et atteint son orbite quasi circulaire prévue de 300 kilomètres. Lovell est plus grand que Borman et rencontre davantage de difficulté à enfiler et à retirer sa combinaison spatiale. Au départ, un astronaute porte une combinaison, que la chaleur rend inconfortable ; finalement, le contrôle de mission permet aux deux astronautes de retirer leurs combinaisons spatiales. Gemini 6, désormais appelé Gemini 6A, décolle le 15 décembre et rencontre Gemini 7 pendant la quatrième orbite de Gemini 6A. Les deux vaisseaux spatiaux volent ensuite en tandem le temps de trois orbites, la distance entre eux variant entre 0,30 et 90 mètres. Gemini 6A revient sur Terre le 16 décembre.

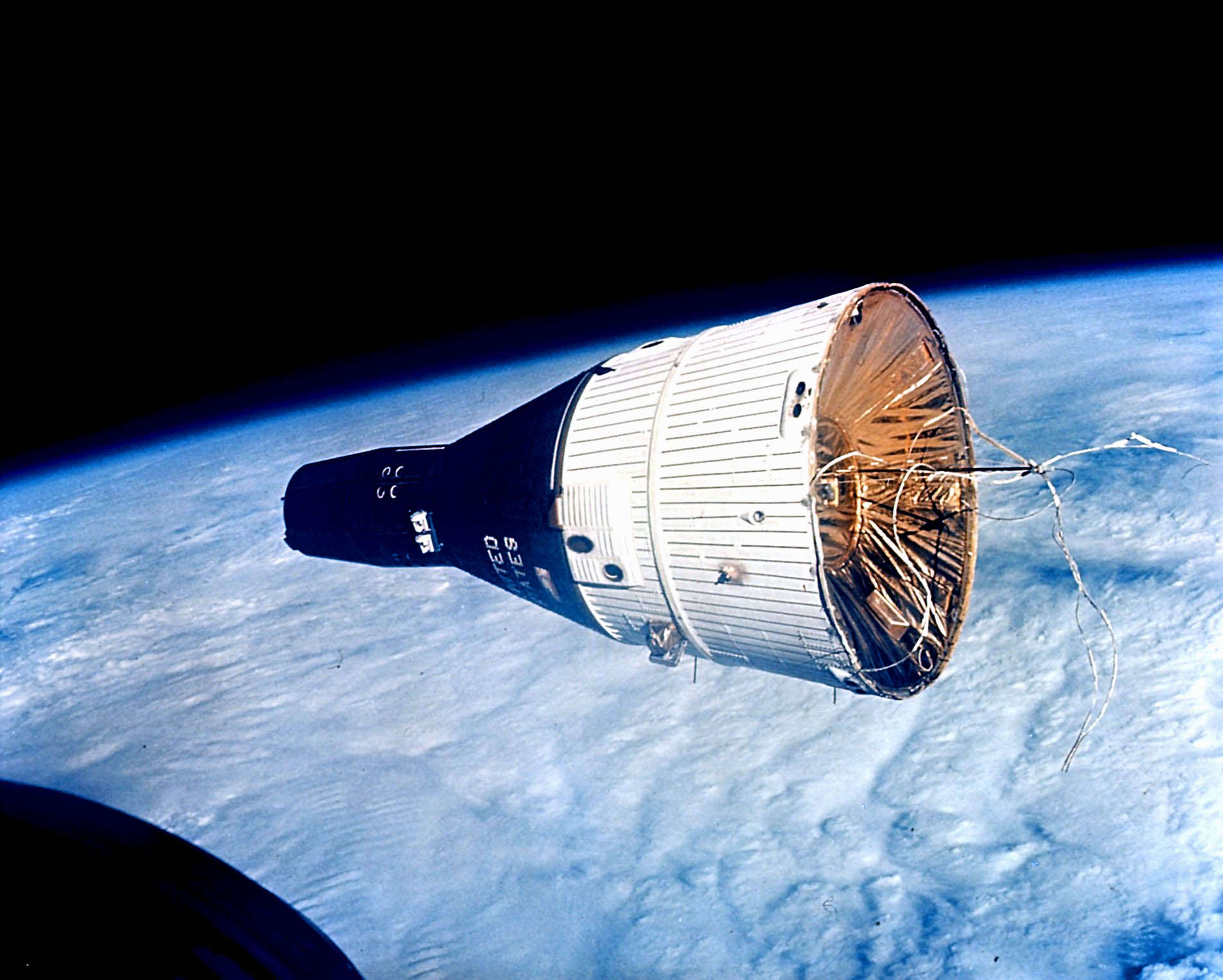
Gemini 7 (avec Borman et Lovell à bord) vu par Gemini 6 le 15 décembre 1965.

Au cours des deux derniers jours de la mission, Lovell a le temps de lire une partie du roman Sur la piste des Mohawks de Walter D. Edmonds. Comme lors des vols de longue durée précédents, les dysfonctionnements s'accumulent au fur et à mesure du vol. Deux des propulseurs cessent de fonctionner. Après le vol, cette panne est attribuée au fait qu'un ancien type de matériau est utilisé dans la chambre de poussée au lieu du nouveau développé pour résoudre cette difficulté. Ce qui s'avère être seulement un inconvénient installe l'inquiétude, car il provoque la perte de puissance dans les piles à combustible. Au treizième jour, un voyant d'avertissement est allumé en permanence et il est craint que les cellules, qui ne donnent qu'un rendement partiel, ne tombent en panne complètement et que la mission doive être interrompue. Des essais sont effectués à Saint-Louis pour démontrer que les batteries peuvent se maintenir pendant le reste du vol. Gemini 7 réussit son retour d'orbite le 18 décembre. Le vol de quatorze jours établit un record d'endurance et réalise 206 -orbites.

##### Gemini 12
Le 24 janvier 1966, Lovell est nommé pilote commandant de bord de réserve de Gemini 10 avec Buzz Aldrin comme pilote. Le 21 mars, la mort de l'équipage principal de Gemini 9, Elliot See et Charles Bassett, dans un accident d'avion à Saint-Louis, change l'organisation. L'équipage de réserve de Gemini 9 composé de Thomas Stafford (dit Tom Stafford) et d'Eugene Cernan (dit Gene Cernan) devient l'équipage principal de Gemini 9A et Lovell et Aldrin deviennent alors leurs remplaçants. Cela positionne Lovell pour son deuxième vol et pour son premier commandement de Gemini 12. La sélection de Lovell et d'Aldrin pour cette mission est officiellement annoncée le 17 juin, avec celle de Gordon Cooper et d'Eugene Cernan comme remplaçants.

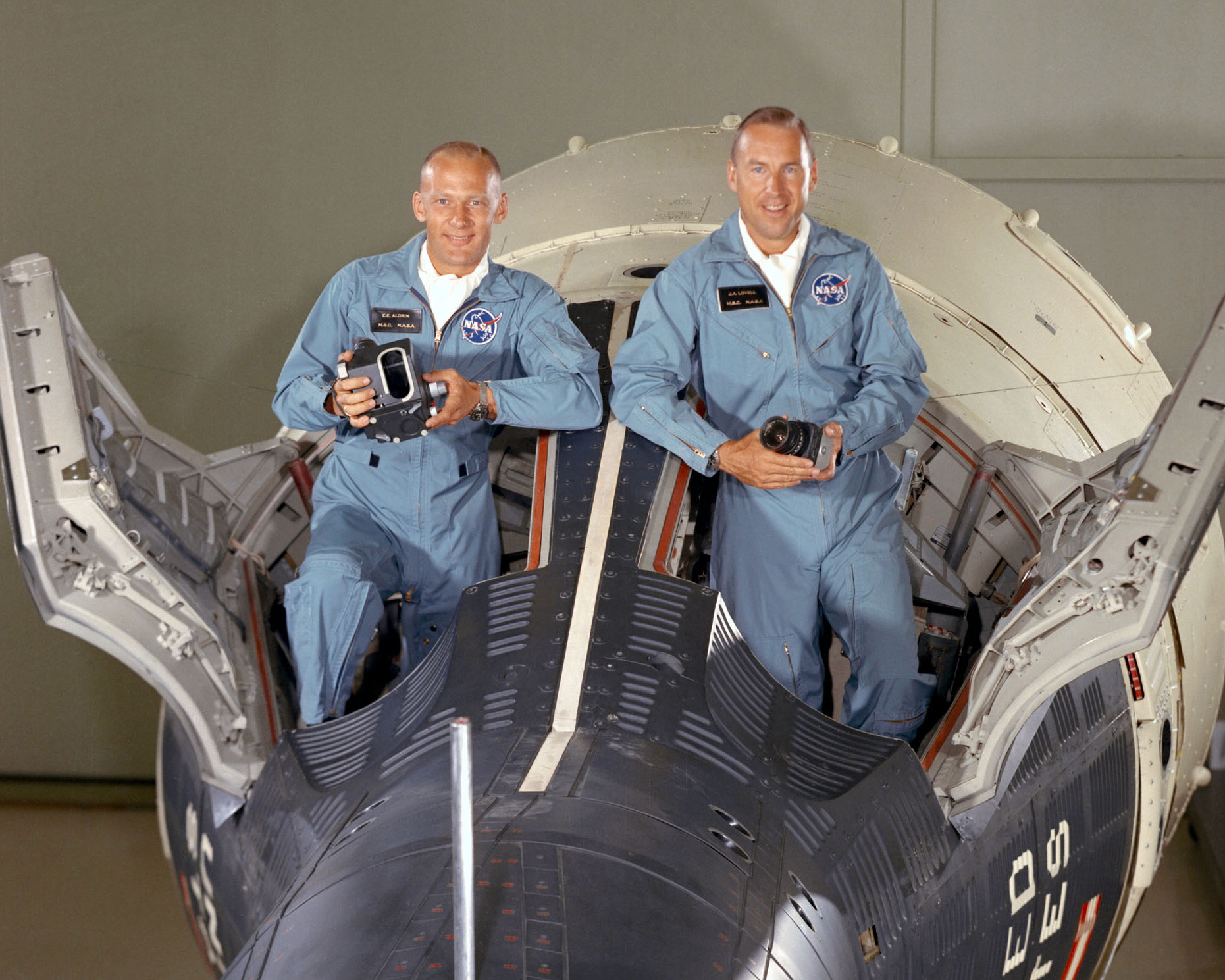
L'équipage principal de Gemini 12 dans une réplique de leur vaisseau spatial : les astronautes Aldrin et Lovell (à droite) le 8 septembre 1966.

Les objectifs de Gemini 12, la dernière mission du programme Gemini, sont initialement mal définis. « Essentiellement, Gemini 12 n'avait pas de mission », se souviendra plus tard Lovell. « Il était, je suppose, par défaut […] censé mettre fin au programme Gemini et attraper tous les [sujets] qui n'avaient pas été [traités] lors des vols précédents ». En juillet, sa mission est devenue la maîtrise de l'activité extravéhiculaire (EVA), qui s'était avérée problématique lors des missions Gemini précédentes car elles avaient été plus fatigantes que prévu et l'exécution de tâches simples était plus compliquée. Une série d'innovations est développée en réponse aux échecs rencontrés. Il est découvert que se déplacer dans l'espace est similaire à le faire sous l'eau et Aldrin utilise ainsi une nouvelle technique d'entraînement. Un dispositif de retenue à la taille est prévu sur la combinaison spatiale et le vaisseau spatial Gemini et le véhicule cible Agena disposent de mains courantes, de poignées et d'anneaux supplémentaires pour attacher ce dispositif d'attache. Les procédures sont également modifiées pour minimiser la fatigue.
Gemini 12 décolle le 11 novembre et atteint rapidement son orbite. Sa première tâche est de rencontrer son véhicule cible Agena. Le radar de rendez-vous tombe en panne. Aldrin, qui a rédigé son doctorat sur le rendez-vous spatial, utilise un sextant pour mesurer l'angle entre le vaisseau spatial et l'Agena, puis calcule les actions requises à l'aide de l'ordinateur de bord. Lovell pilote ensuite le vaisseau spatial en conséquence. Le rendez-vous est réussi et Gemini s'amarre avec succès à l'Agena, réalisant le cinquième rendez-vous spatial et le quatrième amarrage spatial avec un véhicule cible Agena. Lovell se désamarre ensuite avec succès avant de s'amarrer de nouveau.
Aldrin effectue trois sorties extravéhiculaire. La première est une sortie debout le 12 novembre, au cours de laquelle la porte du vaisseau spatial est ouverte et il se lève, sans quitter le vaisseau. Cette sortie debout imite certaines des actions qu'il devra faire lors de sa prochaine sortie en vol libre, afin de pouvoir comparer l'effort dépensé entre les deux. Il établit un record avec une sortie de deux heures et vingt minutes. Le lendemain, Aldrin effectue sa sortie en vol libre. Il grimpe sur les poignées nouvellement installées jusqu'à l'Agena et installe le câble nécessaire à l'expérience de stabilisation du gradient gravitationnel. Il effectue plusieurs tâches, notamment l'installation des connecteurs électriques et des outils d'essai nécessaires au futur programme Apollo. La sortie se termine après deux heures et six minutes,. Avant de retourner au vaisseau spatial, Aldrin nettoie la fenêtre du pilote avec un chiffon et Lovell lui demande en plaisantant, le comparant à un pompiste, s'il peut aussi changer l'huile. Une troisième sortie debout de 55 minutes est menée le 14 novembre, au cours de laquelle Aldrin prend des photographies, mène des expériences et jette dans l'espace certains objets inutiles,.

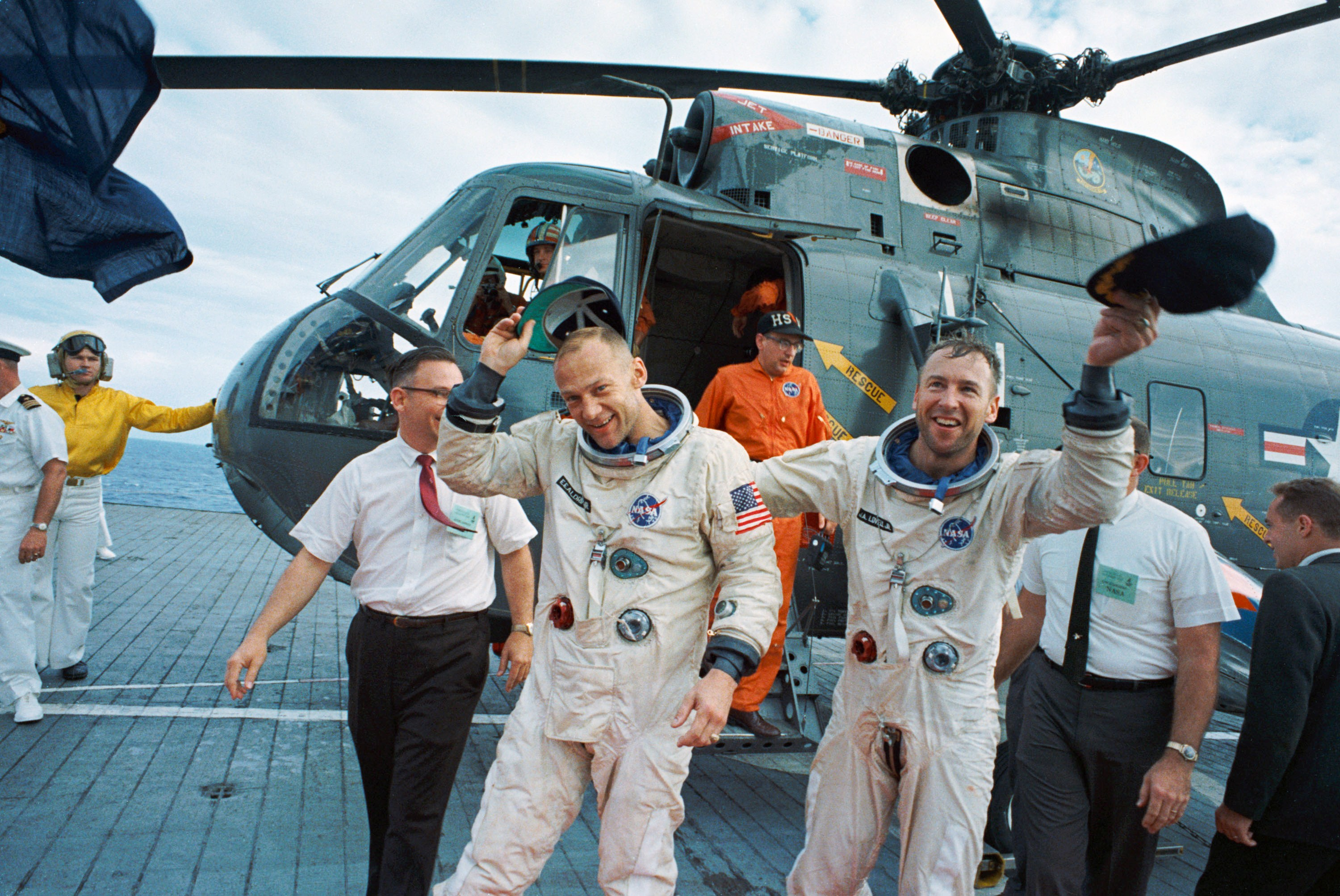
Aldrin et Lovell (à droite) arrivant à bord du navire de récupération, le porte-avions, après la mission Gemini 12.

Gemini 12 revient sur Terre le 15 novembre, après 59 orbites. Lors de la rentrée, une pochette contenant des livres et de petites pièces d'équipement tombe et atterrit sur les genoux de Lovell. Ne voulant pas risquer d'activer le siège éjectable par mégarde, il la laisse ainsi et l'atterrissage se passe bien. Le vaisseau spatial atterrit à seulement 5,5 kilomètres du navire de récupération, le porte-avions USS Wasp. Douze expériences sont réalisées dans la mission qui prouve que les humains peuvent travailler efficacement en dehors du vaisseau spatial, ce qui est un prérequis nécessaire pour les missions Apollo dans le but d'amener l'homme sur la Lune d'ici la fin de la décennie.

#### Programme Apollo

##### Apollo 1
Le 27 janvier 1967, Virgil Grissom (dit Gus Grissom), Edward White et Roger B. Chaffee sont tués dans l'incendie au sol d'Apollo 1. À l'époque, Lovell se trouve à Washington où, avec ses collègues astronautes Neil Armstrong, Scott Carpenter, Gordon Cooper et Richard Gordon, il assiste à la signature du Traité sur l'espace et à la réception qui suit dans la Green Room de la Maison-Blanche organisée par le président des États-Unis Lyndon B. Johnson. Quatre jours plus tard, Lovell s'envole pour West Point avec Borman dans un Northrop T-38 Talon de la NASA pour les funérailles de White à l'ancienne chapelle des cadets. Après le service, White est inhumé au cimetière de West Point ; Lovell servant de porteur du cercueil avec Neil Armstrong, Frank Borman, Charles Conrad (dit Pete Conrad), Thomas Stafford (dit Tom Stafford) et Buzz Aldrin,.
En vue d'améliorer la sécurité, le module de commande Apollo est repensé après l'incendie et subit ensuite une série d'essais de qualification. En avril 1968, Lovell, avec ses collègues astronautes Stuart Roosa et Charles Duke, passe 48 heures dans le module de commande CM-007A, flottant dans le golfe du Mexique pour tester la navigabilité du vaisseau spatial Apollo. Le navire de recherche de la NASA, le MV Retriever, est accompagné de techniciens et de plongeurs, tandis que les astronautes évaluent la rapidité avec laquelle les dispositifs de flottaison du vaisseau spatial peuvent le redresser à partir de la position « stable II » (à l'envers). Le tuyau de collecte d'urine est utilisé pour aspirer l'eau qui pénètre dans la cabine. Même si cela ne semble pas déranger Lovell, Duke considère cela comme sa pire expérience en tant qu'astronaute et Roosa ressent le mal de mer. Le journal de la NASA Roundup décrit l'événement sous le titre Yo, Ho, Ho et une bouteille de Marezine en référence au nom de marque d'un médicament contre le mal des transports.

##### Apollo 8

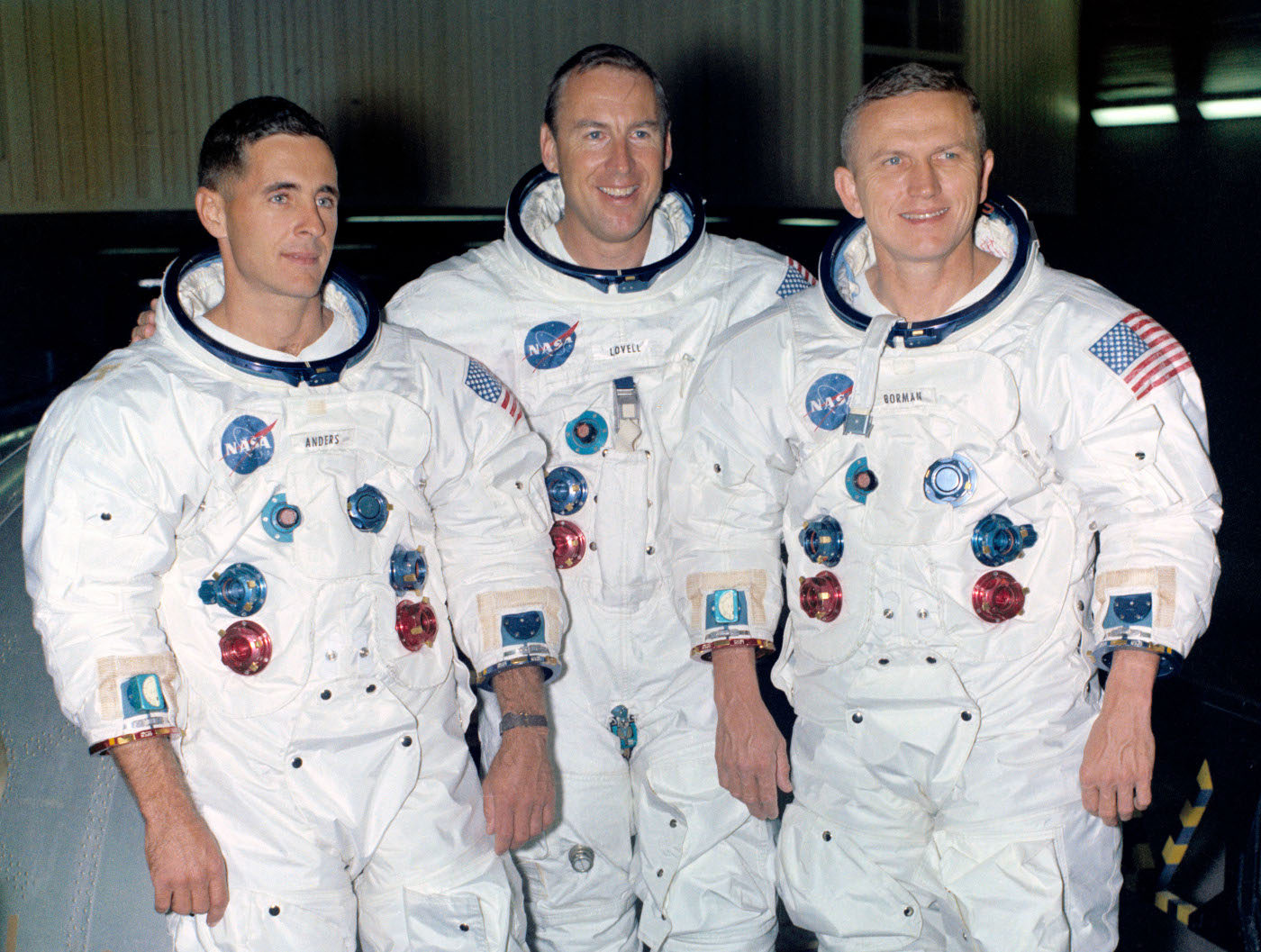
L'équipage d'Apollo 8 en décembre 1968 : William Anders, James Lovell et Frank Borman.

Lovell est initialement choisi comme pilote du module de commande (CMP) dans l'équipage de réserve d'Apollo 9 avec Neil Armstrong comme commandant (CDR) et Buzz Aldrin comme pilote du module lunaire (LMP). Apollo 9 est prévu comme un essai orbital terrestre à haute apogée du module lunaire (LM). Lovell remplace ensuite Michael Collins en tant que pilote du module de commande (CMP) dans l'équipage principal d'Apollo 9 en juillet 1968, lorsque Collins doit subir une intervention chirurgicale pour un éperon osseux de sa colonne vertébrale. Lovell rejoint ainsi le commandant de Gemini 7 Frank Borman, ainsi que le LMP William Anders. Aldrin, devenu le CMP de réserve de Lovell et de Fred Haise rejoint l'équipage d'Armstrong en tant que LMP.
Les retards de construction du premier module lunaire avec équipage empêche ce dernier d'être prêt à temps pour voler avec Apollo 8, prévu comme un essai en orbite terrestre basse. Il est donc décidé d'échanger les équipages principaux et de réserve d'Apollo 8 et d'Apollo 9 dans le programme de vol afin que l'équipage formé pour l'essai en orbite basse puisse le piloter sous le nom d'Apollo 9, lorsque le module lunaire sera prêt. Un vol orbital lunaire, désormais inclus dans Apollo 8, remplace la mission d'essai originale en orbite terrestre moyenne Apollo 9. L'équipage est informé de cette décision le 10 août 1968 et le programme d'entraînement est ajusté en conséquence. À partir de septembre, l'équipage passe ainsi dix heures par jour dans le simulateur pour répéter la mission.
Apollo 8 est lancé le 21 décembre 1968. Borman, Lovell et Anders deviennent alors le premier équipage à monter dans la fusée Saturn V, ainsi que le premier à se rendre vers la Lune. Leur vaisseau spatial Apollo entre en orbite lunaire le 24 décembre (la veille de Noël) et réduit sa vitesse pour se placer sur une orbite de 11 sur 312 kilomètres. Le moteur est ensuite rallumé pour entrer sur une orbite circulaire de 112 kilomètres autour de la Lune.
La veille de Noël, l'équipage diffuse sur Terre des images télévisées en noir et blanc de la surface lunaire. Lovell lit tour à tour avec Borman et Anders un passage de l'histoire biblique de la création dans le livre de la Genèse. Ils effectuent un total de dix orbites autour de la Lune en 20 heures et dix minutes et commencent leur retour sur Terre le 25 décembre (jour de Noël) avec l'allumage de leur fusée sur la face cachée de la Lune, hors contact radio avec la Terre. Lorsque le contact est rétabli, Lovell indique taquin : « S'il vous plaît soyez informé, il y a un Père Noël ».

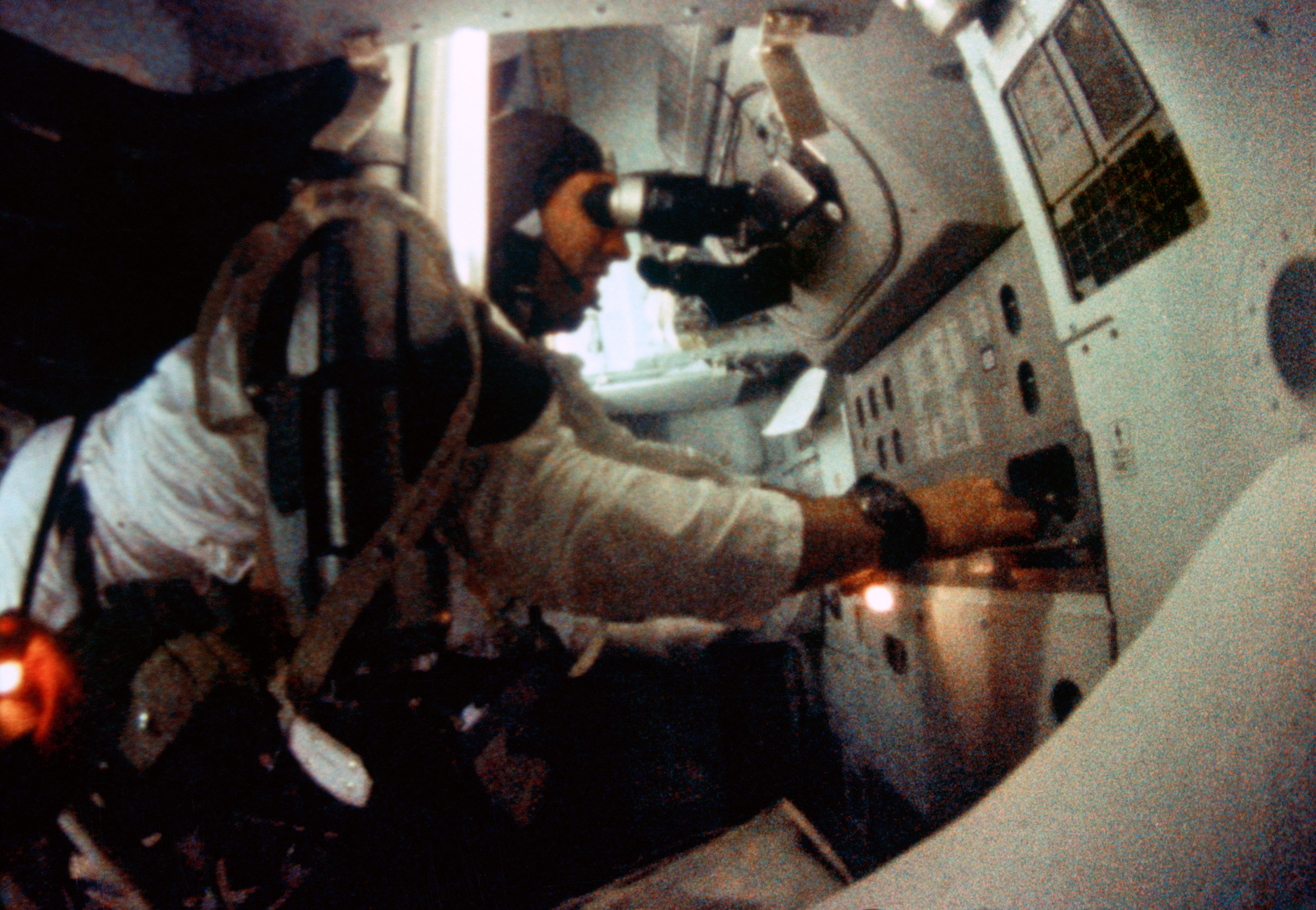
Lovell à la station de guidage et de navigation du module de commande pendant la mission Apollo 8.

En tant que pilote du module de commande (CMP), Lovell sert comme navigateur, utilisant le sextant intégré au vaisseau spatial pour déterminer sa position en mesurant celles des étoiles. Ces informations sont ensuite utilisées pour calculer les corrections requises à mi-parcours. Lovell utilise un temps d'inactivité pour effectuer des observations de navigation, en manœuvrant le module pour visualiser les étoiles à l'aide du clavier de l'ordinateur de guidage Apollo. Lovell efface accidentellement une partie de la mémoire de l'ordinateur en entrant des codes erronés, ce qui amène l'unité de mesure inertielle (IMU) à utiliser des données indiquant que le module est dans la même orientation relative qu'il avait avant le décollage. L'IMU active ensuite les propulseurs pour « corriger » l'attitude du module.
Une fois que l'équipage comprend pourquoi l'ordinateur change l'attitude du module, il sait qu'il faut réintroduire les données correctes pour indiquer à l'ordinateur l'orientation réelle du module. Cela prend dix minutes à Lovell pour trouver les valeurs correctes, en utilisant les propulseurs pour aligner les étoiles Rigel et Sirius et encore quinze minutes pour saisir les données corrigées dans l'ordinateur. Seize mois plus tard, pendant la mission Apollo 13, Lovell devra effectuer un réalignement manuel similaire dans des conditions encore plus critiques après que l'IMU du module soit éteinte pour économiser de l'énergie.
L'équipage pulvérise logiquement le record du plus grand éloignement de la Terre et fait partie des premiers humains à découvrir la face cachée de la Lune. Un élément à la surface de la Lune — le mont Marilyn (en) — est nommé par Lovell en l'honneur de sa femme.
Le vaisseau spatial amerrit en toute sécurité avant l'aube du 27 décembre après 147 heures de vol, à 4,8 kilomètres du navire de récupération, le porte-avions USS Yorktown. Il est estimé que l'équipage a parcouru 933 419 kilomètres pendant ce périple.

##### Apollo 13

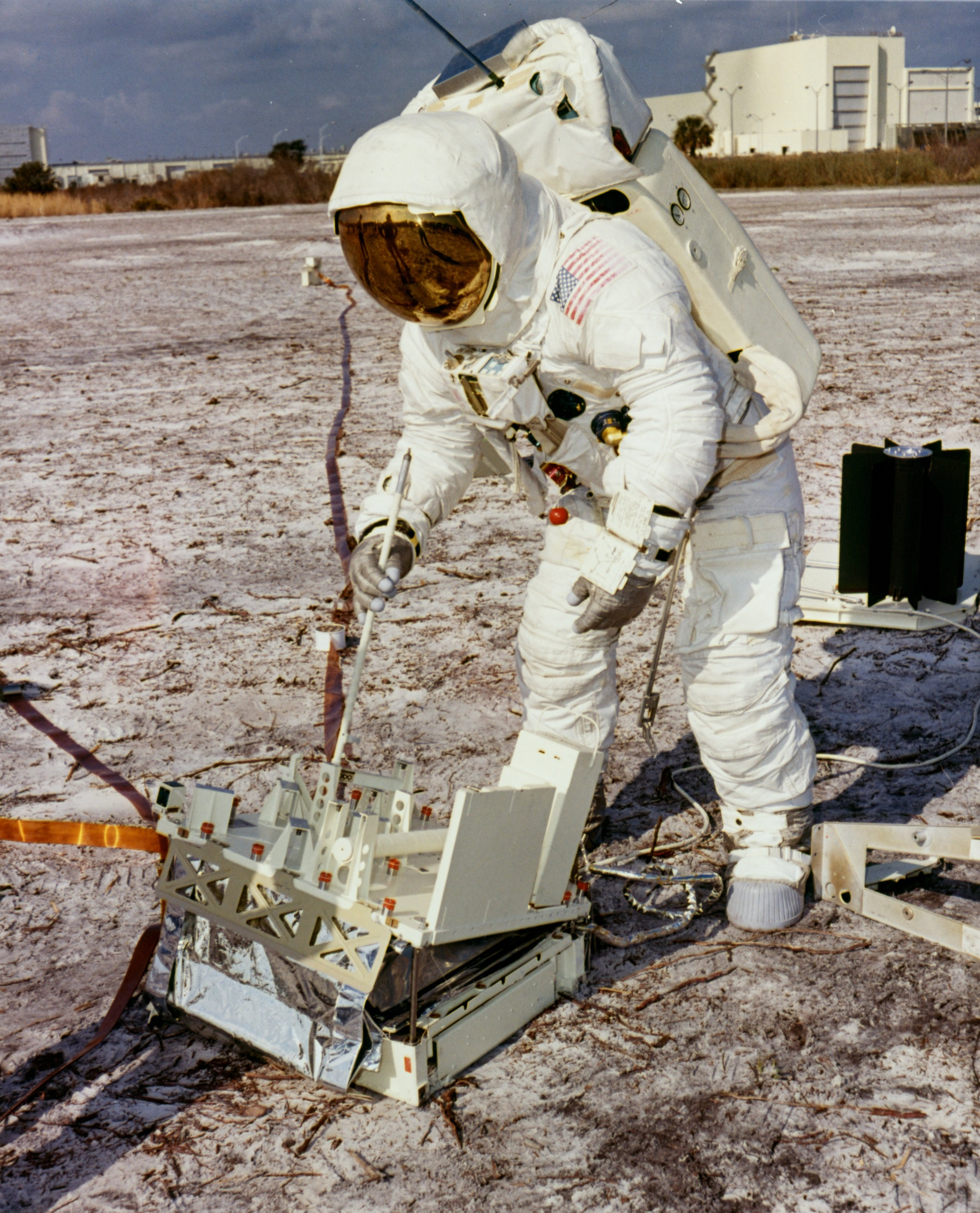
James Lovell s'entraînant pour Apollo 13 dans une combinaison spatiale A7L.

James Lovell est le commandant de bord (CDR) de réserve d'Apollo 11 — la mission permet pour la première fois à des hommes de marcher sur la Lune —, avec William Anders comme pilote du module de commande (CMP) et Fred Haise comme pilote du module lunaire (LMP). Au début de l'année 1969, Anders accepte un poste au National Aeronautics and Space Council à compter d'août 1969 et annonce qu'il prendra sa retraite en tant qu'astronaute à ce moment-là. Ken Mattingly est transféré de l'équipe de réserve à une formation parallèle avec Anders en tant que pilote du module de commande (CMP) de réserve au cas où Apollo 11 serait retardé au-delà de sa date de lancement prévue en juillet, et donc dans le cas où Anders serait indisponible.
Dans le cadre de la rotation normale de l'équipage mise en place pendant Apollo par Donald Slayton, Lovell, Mattingly et Haise doivent voler en tant qu'équipage principal d'Apollo 14. George Mueller, directeur du Bureau des vols spatiaux habités de la NASA, rejette le choix de Slayton de désigner l'astronaute issu des Mercury Seven {Alan Shepard pour le commandement d'Apollo 13. Shepard vient tout juste de redevenir apte au vol après avoir été interdit pendant plusieurs années pour une maladie et Mueller pense qu'il a besoin de davantage de temps de formation pour se préparer à une mission sur la Lune. Slayton demande alors à Lovell s'il est prêt, avec son équipage, à changer de place avec l'équipage de Shepard pour leur permettre d'avoir plus de temps d'entraînement. « Bien sûr, pourquoi pas ? » répond Lovell : « Quelle pourrait être la différence entre Apollo 13 et Apollo 14 ? ».
Un autre changement d'organisation survient : sept jours avant le lancement, un membre de l'équipage de réserve d'Apollo 13, Charles Duke, contracte la rubéole d'un ami de son fils. Cela expose les équipes principales et de réserve qui se sont entraînées ensemble. Parmi les cinq, seul Mattingly n'est pas à l'abri grâce à une exposition antérieure. Normalement, si un membre de l'équipage principal ne peut voler, l'équipage restant doit également être remplacé par l'équipage de réserve ; la maladie de Duke exclut cette règle. Deux jours avant le lancement, Mattingly est alors individuellement remplacé par Jack Swigert de l'équipe de réserve. Mattingly ne développera jamais la rubéole et réalisera une autre mission vers la Lune à bord d'Apollo 16.
Lovell décolle à bord d'Apollo 13 le 11 avril 1970. Lui et Haise doivent atterrir près du cratère lunaire Fra Mauro. À l'époque, il est estimé que la formation Fra Mauro contient beaucoup de matériaux issus de l'impact qui a rempli la mer des Pluies au début de l'histoire de la Lune et sa datation peut fournir des informations sur les débuts de l'histoire de la Terre et de la Lune,.

« Houston, on a eu un problème. (écouter le fichier audio) »

— La célèbre phrase prononcée par Jack Swigert lors de sa conversation radio avec le centre de contrôle de Houston puis reprise par James Lovell.

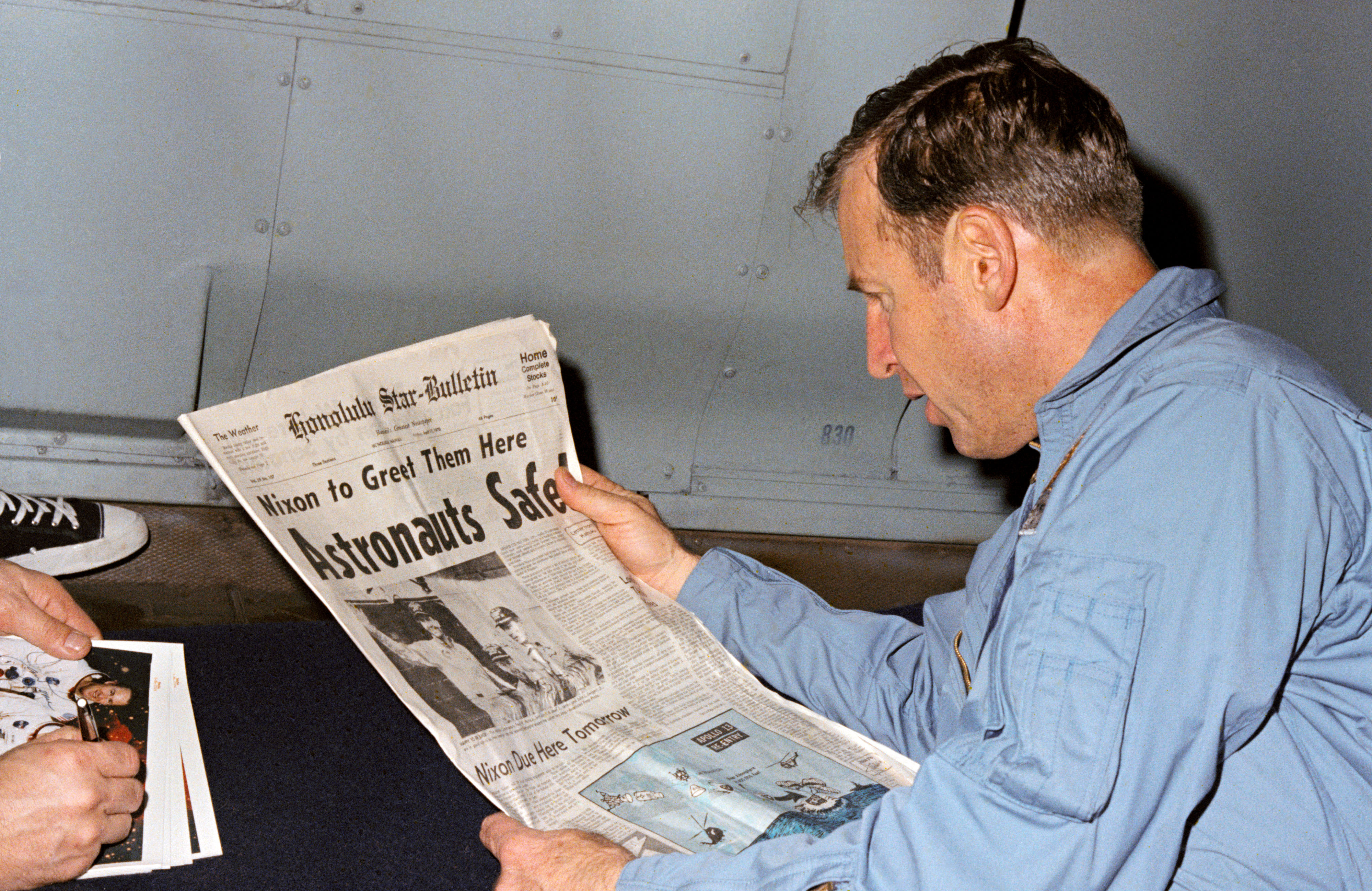
Lovell lisant le 17 avril 1970 un article de journal sur le retour sain et sauf d'Apollo 13 à bord du navire de récupération.

Au cours d'une action de routine, un incendie se déclare dans un réservoir d'oxygène liquide alors que la mission est en transit vers la Lune. La cause la plus probable déterminée par la NASA est l'endommagement de l'isolation électrique d'un câblage, provoquant une étincelle qui a déclenché l'incendie. Un souci de vidange du réservoir avait été signalé avant la mission et Lovell avait approuvé l'action d'allumer les radiateurs pour purger l'oxygène plutôt que de remplacer le réservoir défectueux, ce qui aurait retardé la mission d'un mois. Ni lui ni l'équipage de la rampe de lancement ne savent que le réservoir contient le mauvais interrupteur de thermostat. Les radiateurs sont laissés allumés pendant huit heures et, bien que cette opération réussit à purger l'oxygène, elle retire également l'isolation en téflon du câblage électrique en cuivre. L'oxygène liquide se transforme rapidement en gaz à haute pression, qui fait éclater le réservoir et provoque la fuite d'un deuxième réservoir d'oxygène. En un peu plus de deux heures, tout l'oxygène à bord est perdu, désactivant les piles à combustible à hydrogène qui fournissent l'énergie électrique au module de commande et de service surnommé Odyssey.
Apollo 13 est la deuxième mission à ne pas utiliser de trajectoire de retour libre, afin d'explorer les régions lunaires occidentales. Utilisant le module lunaire Apollo comme « bateau de sauvetage » fournissant l'énergie de la batterie, l'oxygène et la propulsion, Lovell et son équipage rétablissent la trajectoire de retour libre qu'ils avaient quittée et font le tour de la Lune pour rentrer chez eux. Sur la base des calculs des contrôleurs de vol effectués sur Terre, Lovell ajuste la trajectoire à deux reprises en contrôlant manuellement les propulseurs et le moteur du module lunaire.
L'équipage d'Apollo 13 revient sain et sauf sur Terre le 17 avril. « J'ai peur [que] », déclare Lovell, « ce soit la dernière mission lunaire avant longtemps ». Son commentaire est réfuté par l'administrateur de la NASA, Thomas O. Paine, qui s'empresse de rassurer le public que la NASA travaille à davantage de missions sur la Lune. Neuf mois plus tard, Apollo 14 fera le voyage vers Fra Mauro, avec des réservoirs de carburant modifiés et une batterie supplémentaire en cas d'urgence.
Du fait de la trajectoire atypique suivie par le vaisseau Apollo 13, Lovell, Haise et Swigert détiennent le record de la distance la plus éloignée que les humains aient jamais parcourue depuis la Terre,. Lovell est l'un des trois seuls hommes à avoir voyagé deux fois sur la Lune. Contrairement aux deux autres, John Young et Eugene Cernan, il n'a jamais marché dessus. Il a effectué 715 heures et 5 minutes de vols spatiaux lors de ses vols Gemini et Apollo, un record personnel qui dure jusqu'à la mission Skylab 3 en 1973.

### Carrière après la NASA

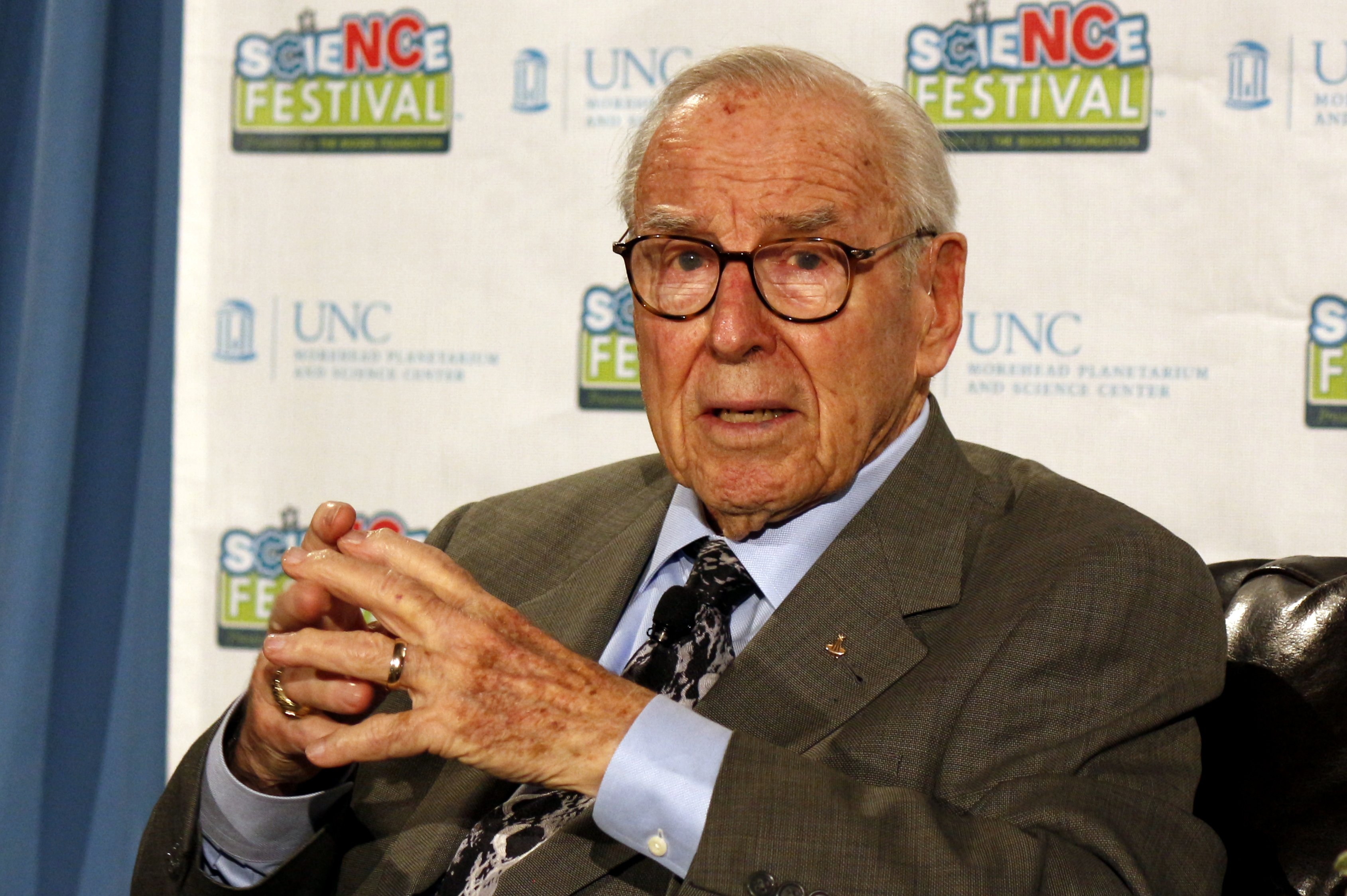
Lovell lors d'une conférence au North Carolina Science Festival en 2017.

Lovell prend sa retraite de la marine et du programme spatial le 1er mars 1973. Il travaille par la suite à la Bay-Houston Towing Company à Houston en tant que président-directeur général à compter de 1975. Il devient président de Fisk Telephone Systems en 1977 puis travaille pour la Centel Corporation (en) à Chicago. Il prend sa retraite en tant que vice-président exécutif le 1er janvier 1991.
Lovell reçoit le Distinguished Eagle Scout Award. Il est également reconnu par les Boy Scouts of America avec leur Silver Buffalo Award.
Lovell siège au conseil d'administration de plusieurs organisations, dont la Federal Signal Corporation (en) à Chicago de 1984 à 2003, l'Astronautics Corporation of America (en) dans sa ville natale de Milwaukee de 1990 à 1999 et Centel de 1987 à 1991,,,,.
En 1999, la famille Lovell ouvre le restaurant Lovell's of Lake Forest à Lake Forest, dans l'Illinois. Le restaurant présente des souvenirs de l'époque de Lovell avec la NASA et du tournage du film Apollo 13. Le restaurant est cédé à son fils James en 2006 avant d'être vendu en février 2014 et de fermer définitivement ses portes en avril 2015, la propriété étant mise aux enchères le même mois.
Marilyn Lovell (née le 11 juillet 1930) est morte de causes naturelles à l'âge de 93 ans, à son domicile de la communauté pour retraités de Lake Forest Place à Lake Forest le 27 août 2023,.

### Décès
Jim Lovell meurt le 7 août 2025, à l'âge de 97 ans, à Lake Forest, dans l'Illinois. Fred Haise reste à cette date le dernier membre de l'équipage d'Apollo 13 encore vivant. Après le décès de Lovell, il ne reste plus que cinq astronautes du programme Apollo ayant survolé ou s'étant posé sur la Lune : David Scott, Buzz Aldrin, Fred Haise, Charlie Duke et Harrison Schmitt. 

## Prix et décorations

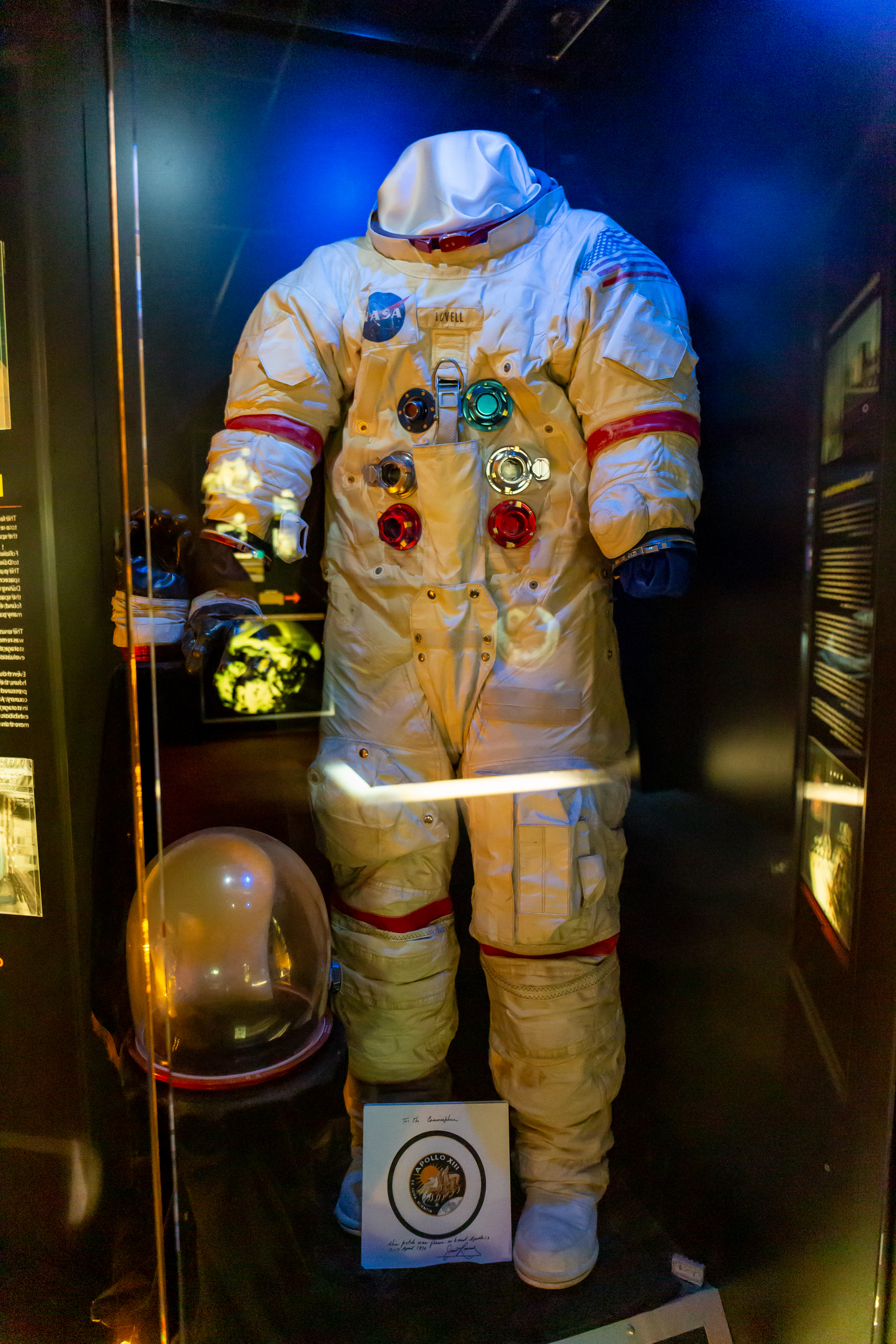
La combinaison spatiale A7L de Lovell pour la mission Apollo 13 exposée en 2018 à Hutchinson.

Les trophées et décorations de Lovell incluent :
- Pour la catégorie militaire, fédérale ou étrangère : la Navy Distinguished Service Medal avec une étoile en or[109], la Distinguished Flying Cross également avec une étoile en or[109], la médaille présidentielle de la Liberté[110], la Congressional Space Medal of Honor[111], la médaille du service distingué de la NASA[112],[113], la médaille du service exceptionnel de la NASA avec étoile[114],[115] et la Légion d'honneur (Chevalier)[116] ;

- Pour les autres catégories et réussites : Alpha Phi Omega Fall Pledge Class Namesake (1967)[117], American Academy of Achievement Golden Plate Award (1968)[118], le trophée Henry Harley Arnold (1969)[119], l'Institute of Navigation (en) Award (1969)[92], la médaille Hubbard de la National Geographic Society (NGS) (1969)[120], les médailles De Laval et Gold Space de la Fédération aéronautique internationale (FAI) (1971)[121], le Distinguished Eagle Scout Award (1990)[122], le Silver Buffalo Award de l'association des Boy Scouts of America (1992)[122], le General James E. Hill Lifetime Space Achievement Award de la Space Foundation (2003)[123], le NASA Ambassadors of Exploration Award (2009)[124], le Laureate of the Order of Lincoln (en) (2012)[125] et le Honourable Company of Air Pilots (en) Award of Honour, remis par Andrew d'York en octobre 2013[126].

Les équipages de Gemini 6 et 7 reçoivent le trophée Harmon pour l'année 1966 lors d'une cérémonie à la Maison-Blanche. Lovell reçoit un deuxième trophée Harmon en 1967 lorsque lui et Aldrin sont sélectionnés pour leur vol Gemini 12. L'équipage d'Apollo 8 remporte le trophée Collier en 1968 et le président Richard Nixon leur décerne le trophée commémoratif du Dr Robert H. Goddard en 1969 que Lovell accepte au nom de l'équipage. Le General Thomas D. White USAF Space Trophy est normalement décerné au seul personnel de l'armée de l'air : une exception est faite pour inclure Lovell, et l'équipage d'Apollo 8 reçoit le trophée en 1968,. Lovell reçoit un troisième trophée Harmon en 1969 pour son rôle dans la mission Apollo 8. L'équipage d'Apollo 8 reçoit également le Haley Astronautics Award de l'American Institute of Aeronautics and Astronautics (AIAA) en 1970 et est nommé Personnalité de l'année selon Time Magazine en 1968. Les équipages d'Apollo 7, 8, 9 et 10 reçoivent le prix spécial des administrateurs de l'Académie nationale des arts et des sciences de la télévision pour 1969. Lovell est l'un des dix astronautes du programme Gemini intronisés à l'International Space Hall of Fame du musée de l'histoire spatiale du Nouveau-Mexique en 1982, et, avec les douze autres astronautes du programme Gemini, Lovell est intronisé dans la deuxième classe du United States Astronaut Hall of Fame en 1993,. Lors d'un défilé auquel assistent 500 000 personnes, Lovell reçoit la médaille du mérite de la ville de Chicago. L'équipage d'Apollo 13 reçoit la médaille d'or de la ville de New York, que Lovell avait déjà reçue pour la mission Apollo 8. Au lieu d'une deuxième médaille, le maire lui a offert un presse-papier en cristal. Il reçoit également la médaille de bravoure de la ville de Houston en 1970 pour la mission. Il reçoit son deuxième Haley Astronautics Award pour son rôle dans Apollo 13.
Lovell fait la couverture du magazine Time le 3 janvier 1969 et le 27 avril 1970 et la couverture du magazine Life le 24 avril 1970.

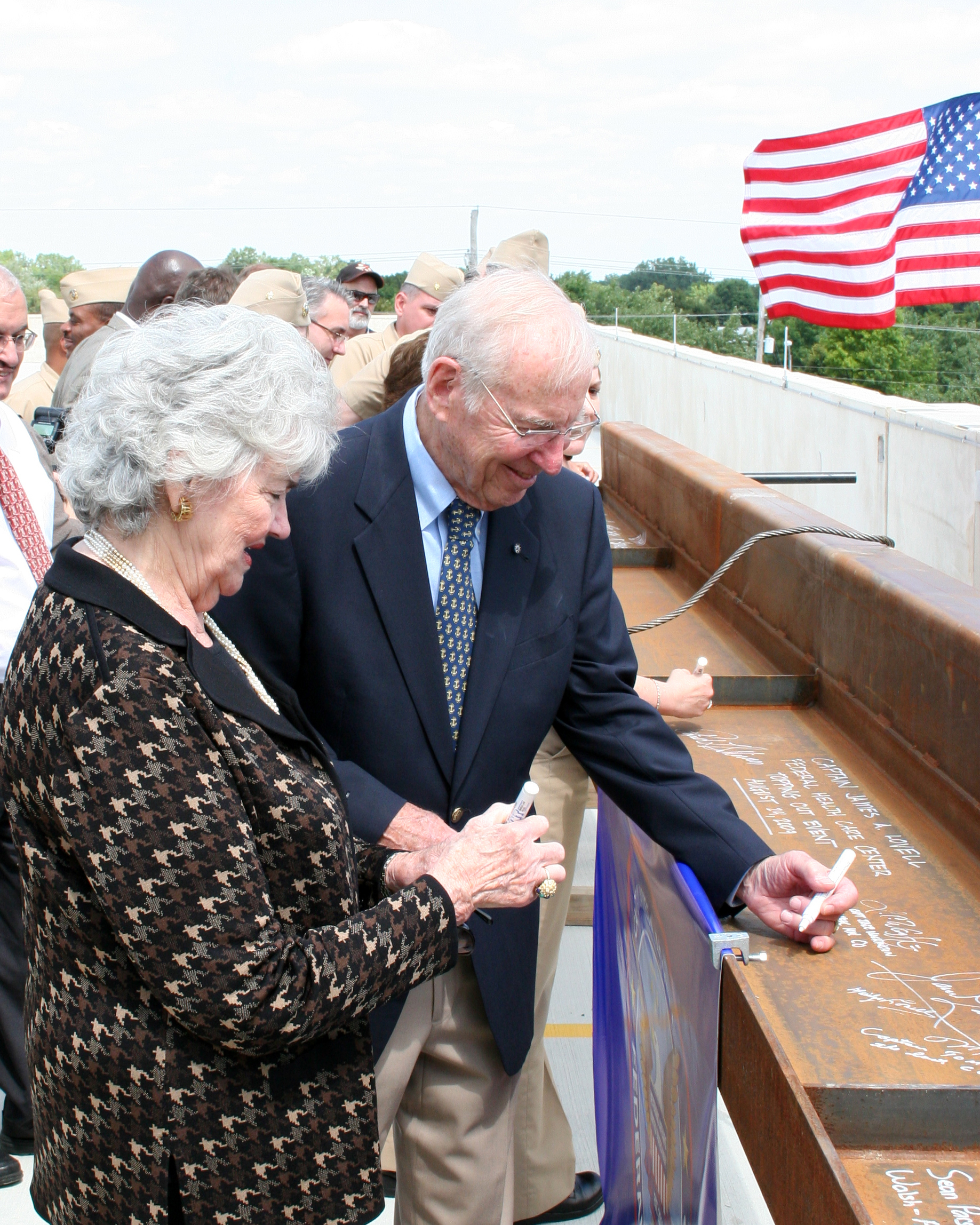
Lovell et sa femme Marilyn en 2009 sur le chantier du Captain James A. Lovell Federal Health Care Center.

Lovell reçoit le Distinguished Alumni Service Award de l'université du Wisconsin en 1970. Il reçoit un doctorat honorifique en sciences de l'université de l'Ouest du Michigan en 1970. Il reçoit également un doctorat honorifique en droit du William Paterson College (en) en 1974.
Lovell est membre du National Space Institute, président de la National Eagle Scout Association (en) et membre de la Society of Experimental Test Pilots (SETP).

## Postérité
Environ un mois après le retour sur Terre d'Apollo 13, Lovell et ses coéquipiers, Fred Haise et Jack Swigert, apparaissent dans The Tonight Show Starring Johnny Carson. En 1976, Lovell fait une apparition dans le film de Nicolas Roeg L'Homme qui venait d'ailleurs (1976).
Lovell et Jeffrey Kluger écrivent un livre sur la mission Apollo 13, Lost Moon: The Perilous Voyage of Apollo 13 (1994), d'après lequel est basé le film Apollo 13 (1995) de Ron Howard. La première impression de Lovell lorsqu'il est approché à propos du film est que l'acteur Kevin Costner serait un bon choix pour le représenter, compte tenu de la ressemblance physique. Tom Hanks est choisi pour le rôle. Pour se préparer à celui-ci, Hanks rend visite à James et à Marilyn Lovell chez eux au Texas et vole également avec Lovell dans son avion privé. L'actrice Kathleen Quinlan est nommée pour un Oscar de la meilleure actrice dans un second rôle pour son interprétation de Marilyn. Dans le film, Lovell et sa femme Marilyn font une apparition, le premier en tant que capitaine de l'USS Iwo Jima.
L'acteur Timothy Daly interpréte Lovell dans la mini-série De la Terre à la Lune (1998) de Tom Hanks, l'acteur Pablo Schreiber fait de même dans le film sur Neil Armstrong, First Man : Le Premier Homme sur la Lune (2018) de Damien Chazelle et l'acteur Matty Ferraro également dans la série télévisée The Astronaut Wives Club (2015). Jim Lovell est interviewé dans le documentaire In the Shadow of the Moon (2007) de David Sington.
Un petit cratère de la face cachée de la Lune est nommé Lovell (en) en son honneur en 1970. Le Discovery World (en) à Milwaukee est rebaptisé officiellement James Lovell Museum of Science, Economics and Technology et il était autrefois situé sur la rue James Lovell, également nommée en l'honneur de Lovell,. Le Captain James A. Lovell Federal Health Care Center (en) est achevé en octobre 2010, fusionnant la clinique de la base navale des Grands Lacs et le North Chicago Veterans Affairs Medical Center.